# 58707 Kyoshi
58707 Kyoshi este un asteroid din centura principală de asteroizi.

## Descriere
58707 Kyoshi este un asteroid din centura principală de asteroizi. A fost descoperit pe 2 februarie 1998 la Kuma Kogen de Akimasa Nakamura. El prezintă o orbită caracterizată de o semiaxă mare de 2,60 ua, o excentricitate de 0,04 și o înclinație de 12,9° în raport cu ecliptica.